# Орден Логоху
Орден Логоху – высшая государственная награда Папуа-Новой Гвинеи.

## История
Орден Логоху был учрежден 16 сентября 2005 года для награждения граждан за заслуги перед нацией.
Логоху – название райской птицы, национального символа страны, которая изображается на государственном гербе.
Сувереном ордена является монарх Великобритании. В настоящее время — это король Карл III.

## Степени
Генерал-губернатор Папуа-Новой Гвинеи по своей должности становится кавалером орденской цепи.
Орден имеет четыре степени и медаль.
- Гранд-компаньон (GCL) — знак ордена на шейной ленте
- Командор (CL) — знак ордена на шейной ленте
- Офицер (OL) — знак ордена на шейной ленте
- Кавалер (ML) — знак ордена без эмалей на нагрудной ленте
- Медаль (LM)

## Описание
Знак ордена — восьмиконечная звезда с фигурными прорезными лучами. В центре звезды круглый медальон, коронованный короной святого Эдуарда, с широкой каймой. В медальоне голубой эмали изображение летящей райской птицы в цветных эмалях. На кайме чёрной эмали надпись золотыми буквами: вверху «THE ORDER OF», внизу «LOGOHU», разделённые пятиконечными звёздочками.
Лента ордена красная с чёрной и жёлтой полосами вдоль краёв, украшенная пятью белыми звёздами созвездия Южный крест с государственного флага Папуа — Новой Гвинеи.